# Sornac-Saint-Germain-Lavolps
Ancienne commune de la Corrèze, la commune de Sornac-Saint-Germain-Lavolps a existé de 1972 à 1982. Elle a été créée en 1972 par la fusion des communes de Sornac et de Saint-Germain-Lavolps. En 1982 elle a été supprimée et les deux communes constituantes ont été rétablies.